# Drenpa Namkha
Drenpa Namkha (tibetisch དྲན་པ་ནམ་མཁའ། Wylie dran pa nam mkha) war ein Meister des Bön, der vorbuddhistischen Religion Tibets. Drenpa Namkha bedeutet so viel wie „Der Himmel des Gedächtnisses“ oder „Erinnerungshimmel“, da er sich an seine 500 Lebenszeiten klar erinnern konnte. Er gilt als eine komplexe mythologische Gestalt, die möglicherweise auf eine reale, historische Person des 8. Jahrhunderts zurückgeht, die in die politischen und religiösen Auseinandersetzungen der Zeit zwischen Bon und Buddhismus verwickelt war.

## Leben
Drenpa Namkha wurde vermutlich in Khyunglung Ngülkhar (khyung lung dngul mkhar) in Shangshung im Südwesten Tibets geboren. Er wurde bekannt für seine Darlegung zur Vereinbarkeit von Bön und Buddhismus in Tibet. Drenpa Namkha nahm an verschiedenen Debatten zwischen Bönpos und Schülern des tantrischen Meisters Padmasambhavas Teil und zeigte auf, dass eine Person, die Realisation erlangt habe, keine Unterscheidung zwischen Bön-Anhängern und Buddhisten zu machen brauche. Seiner Lehre nach verbindet Dzogchen die beiden Glaubensrichtungen und lässt sie darüber eins werden. Er soll bei der Übersetzung vieler Dzogchen-Texte anwesend gewesen sein und verbreitete die Übersetzungen, Kommentare und mündlichen Lehren von Guru Padmasambhava, ebenso wie die höheren Lehren des Bön. Von den Bön wird Drenpa Namkha als eine Manifestation des Gründers der Bön-Tradition Shenrab Miwoche angesehen.
Der Legende nach soll Drenpa Namkha ein hoch angesehener Lehrer gewesen sein, der eine Frau, Oden Barma (’od ldan ’bar ma) heiratete, die indische Eltern hatte. Das Paar hatte Zwillingssöhne.
- Yungdrung Donsal (yung drung don gsal), später als Tsewang Rigdzin (tshe dbang rig ’dzin) bezeichnet. Er soll durch Meditationen die Kunst eines langen Lebens erworben haben.
- Pema Tongdrol (Padma Tanga Grol), erlangte gefährliche und mächtige magische Kräfte.

## Darstellung und Attribute
Ikonografisch wird er zumeist als friedvolle Gestalt dargestellt. Zu seinen Attributen gehören ein Stab, an dessen Spitze sich eine Swastika befindet. Diesen hält er in der rechten hand. In der Linken hält er eine Schädelschale. Sein Familienname ist Khod-spungs. Er wird aber auch als „Bla-chen dran-pa nam-mkha'“ (Bla-chen „Der Große Lama“) bezeichnet.